# Ербогачён

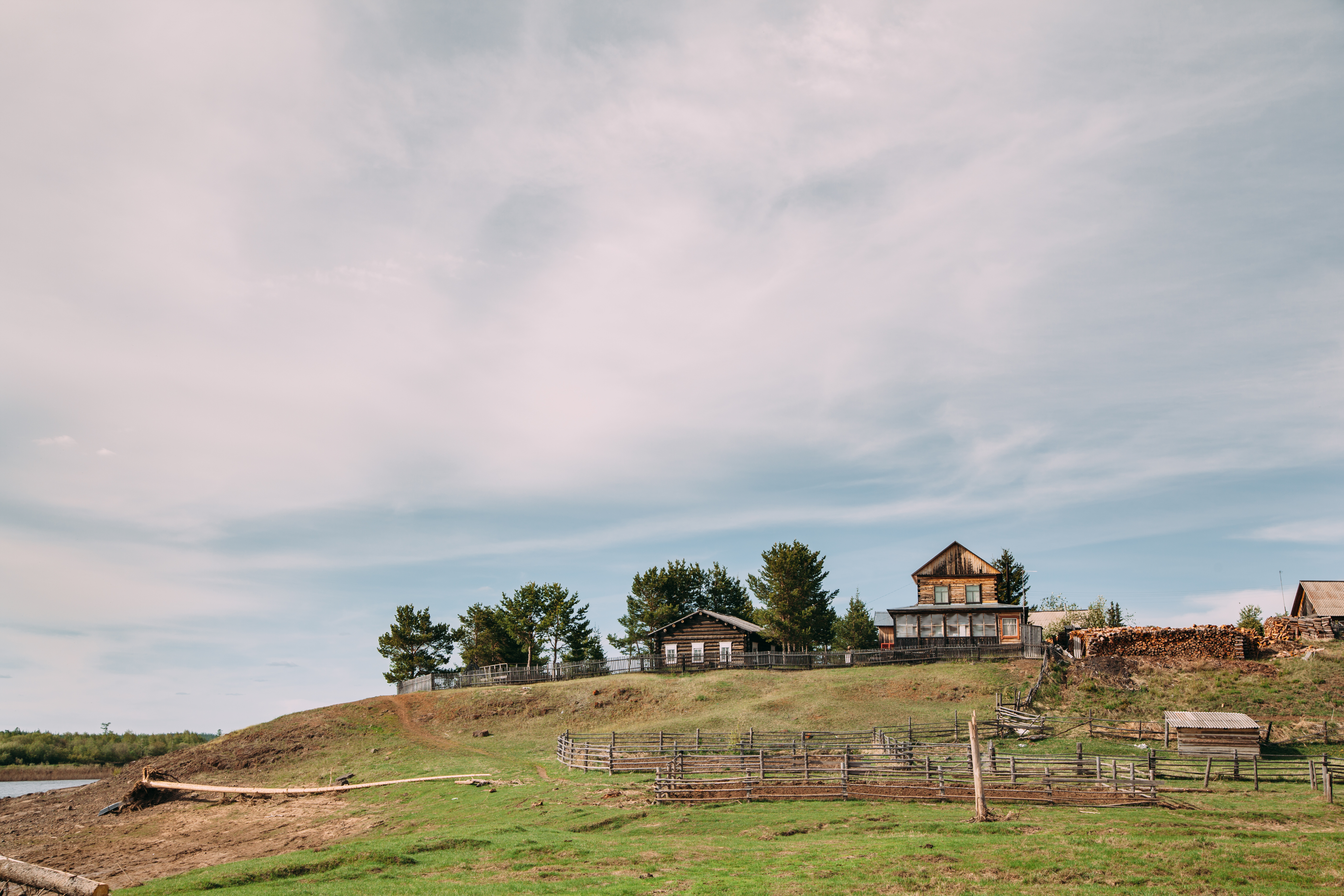

Ербогачён (от эвенк. нэрбэкэ — холм, поросший сосной) — село в Иркутской области, административный центр Катангского района.
Расположено на правом берегу реки Нижней Тунгуски. В тёплый период достаточно непродолжительное время в Ербогачёне наблюдаются белые ночи.
Связь с областным центром осуществляет аэропорт.

## История
Основано в 1786 году русскими охотниками-промысловиками. Административно входило в состав Преображенской волости Киренского уезда (округа) Иркутской губернии.
Основным занятием жителей является охота. В советское время здесь был создан Катангский коопзверопромхоз, а в средней школе посёлка велось преподавание охотоведения (по учебной программе, разработанной Норильским институтом Крайнего Севера).

## Население
| 1959  | 1970  | 1979  | 1989  | 2002  | 2010  | 2011  |
| ----- | ----- | ----- | ----- | ----- | ----- | ----- |
| 1867  | ↗1952 | ↘1911 | ↗3044 | ↘2073 | ↘1965 | ↘1958 |
| 2012  |       |       |       |       |       |       |
| ↘1939 |       |       |       |       |       |       |

## Упоминание в литературе
В романе «Угрюм-река» Вячеслава Шишкова, посетившего село в 1911 году, село называется Ербохомохлей. В романе «Авлакан» Юрия Сбитнева Ербогачён назван Буньское.
В 1971 году посёлку угрожал крупный лесной пожар, ставший основной темой романа Ю.Сбитнева «Пожар» и снятого в 1984 году по нему фильму «Костёр в белой ночи».

## Достопримечательности
- краеведческий музей им. В. Я. Шишкова;
- стоянки эвенков

## Климат
Климат резко континентальный. Осадков немного, около 350 мм каждый год. Максимум осадков приходится на июнь-октябрь.

Абсолютный минимум был зафиксирован 15 января 1966 года и составил −61,2 градуса (абсолютный минимум для Иркутской области), что несколько ниже абсолютного минимума в якутском Нерюнгри. Последний раз отметка в −55 была превышена 9 января 2014 года (-55,1), раньше температура зимой переходила за -55° довольно часто. 

Абсолютный максимум составляет 35,8 (13.07.1994). 17 июля 2014 года температура в посёлке поднялась до 35,4 градуса, что повысило перепад того года до 90.5° всего за полгода с небольшим, и стало самой высокой в июле температурой за последние 20 лет и второй по высоте июльской. 

Самый холодный месяц был в феврале 1969 года (-43,6). Самый теплый был в июле 2002 года (20,0). Уже в сентябре температура может достигать практически -20°, в октябре практически -40°, а в ноябре практически -55°, что холоднее остальных крупных поселений Иркутской области. В январе оттепели исключены, а в самом конце апреля и в самом начале октября температура может повышаться слегка выше +20°. Абсолютный перепад температур равен 97°, а за первое полугодие теоретически может достичь 100°, в отдельные годы среднемесячные в зимние месяцы переходили за -40°. В январе оттепели исключены, а в июле в среднем наблюдается 15 дней с максимальной температурой выше +25°, теоретически в июне температура может подняться до +39°, а в мае и в августе температура поднималась до +34°, также в сентябре температура вначале месяца может составить несколько выше +30°. 
| Показатель                    | Янв.  | Фев.  | Март  | Апр.  | Май   | Июнь | Июль | Авг. | Сен.  | Окт.  | Нояб. | Дек.  | Год   |
| ----------------------------- | ----- | ----- | ----- | ----- | ----- | ---- | ---- | ---- | ----- | ----- | ----- | ----- | ----- |
| Абсолютный максимум, °C       | −1    | 3,6   | 11,8  | 20,3  | 33,9  | 38,8 | 35,8 | 34,1 | 30,4  | 20,1  | 6,2   | 3,4   | 38,8  |
| Средний суточный максимум, °C | −23,9 | −17,5 | −6,2  | 3,2   | 12,1  | 22,3 | 24,8 | 20,9 | 11,2  | −0,5  | −15,1 | −24,2 | 0,1   |
| Средняя температура, °C       | −29   | −25   | −14,7 | −3,4  | 6,0   | 15,2 | 17,9 | 14,1 | 5,5   | −4,6  | −20,3 | −28,9 | −6,2  |
| Средний суточный минимум, °C  | −34   | −31,7 | −23,1 | −10,7 | −0,3  | 7,7  | 10,8 | 7,4  | 0,7   | −8,7  | −25,4 | −33,6 | −12,4 |
| Абсолютный минимум, °C        | −61,2 | −59,5 | −53,3 | −43,2 | −23,6 | −8,6 | −3,4 | −6,9 | −19,8 | −39,8 | −54,8 | −58,6 | −61,2 |
| Норма осадков, мм             | 15    | 10    | 12    | 20    | 25    | 47   | 53   | 46   | 34    | 39    | 27    | 19    | 347   |
| Средняя влажность, %          | 77    | 75    | 68    | 61    | 57    | 61   | 67   | 74   | 74    | 77    | 79    | 78    | 71    |
| Средняя скорость ветра, м/с   | 1,0   | 1,1   | 1,4   | 1,9   | 2,0   | 1,9  | 1,6  | 1,4  | 1,5   | 1,7   | 1,3   | 1,1   | 1,5   |
| Источник: Погода и климат     |       |       |       |       |       |      |      |      |       |       |       |       |       |